# Joy Donné
Leo Joy Donné (Hasselt, 14 augustus 1974) is een Belgisch politicus, eerst van Open VLD-strekking, sinds 2014 bij de N-VA.

## Levensloop
In 1997 behaalde Joy Donné een masterdiploma rechten aan de Katholieke Universiteit Leuven. Na zijn studies in Leuven volgde hij een specialisatiejaar Economisch en Zakelijk Recht aan de Sorbonne in Parijs. Later trok hij ook naar Argentinië om aan de universiteit van Torcuato Di Tella in Buenos Aires een master in Financiën te halen.
Donné begon zijn beroepsloopbaan als advocaat bij Stibbe. Na zijn studies ging hij werken op het kabinet van Patrick Dewael, de toenmalige minister-president van Vlaanderen. Toen Dewael in 2003 federaal minister van Binnenlandse Zaken werd, ging hij werken op de cel Algemeen Beleid, waar hij ook de dossiers rond de Regie der Gebouwen opvolgde. Nadien werkte hij op het kabinet van minister van Financiën Didier Reynders, waar hij ook bevoegd was voor de Regie der Gebouwen. Daarnaast was hij enkele jaren werkzaam als gedelegeerd bestuurder bij Investo nv en juridisch directeur van verschillende internationale organisaties. Van 2006 tot 2008 volgde hij onder het mandaat van toenmalig minister van Buitenlandse Zaken Karel De Gucht de verkoop van de Belgische ambassade in Tokio op, waar hij ook anderhalf jaar verbleef. Ook werkte hij op het kabinet van minister van Justitie Annemie Turtelboom, waar Donné opnieuw de Regie der Gebouwen opvolgde.
In 2014 ging hij werken voor de Vlaams-nationalistische partij N-VA. Van oktober 2014 tot december 2018 was hij kabinetschef Veiligheid en Binnenlandse zaken van vicepremier en minister van Veiligheid en Binnenlandse zaken Jan Jambon, naast Herman De Bode, die kabinetschef algemeen beleid werd. Bij het vertrek van Herman De Bode in augustus 2016, combineerde Donné beide functies tot de val van de regering-Michel I in december 2018. Vervolgens werd hij bestuurder van de Nationale Loterij. Als kabinetschef van Jambon was hij mee verantwoordelijk voor veel beslissingen omtrent de aanslagen in België en het veiligheidsbeleid.
In januari 2019 werd aangekondigd dat Joy Donné de eerste opvolgersplaats kreeg op de Limburgse Kamerlijst van N-VA. Bij de federale verkiezingen van 26 mei dat jaar behaalde hij 7.098 voorkeurstemmen. Begin oktober 2019 legde Donné de eed af als lid van de Kamer van volksvertegenwoordigers in opvolging van Zuhal Demir, die minister werd in de Vlaamse Regering.
In april 2022 werd Donné na een uitgebreide selectieprocedure door de Vlaamse regering voorgedragen als gedelegeerd bestuurder van het Vlaamse exportagentschap Flanders Investment & Trade (FIT). In deze functie volgde hij begin juli 2022 Claire Tillekaerts op, die met pensioen gaat. Omdat deze functie niet verenigbaar is met een politiek ambt, nam Donné eind juni 2022 ontslag uit de Kamer.
Hij nam op 17 juni 2024 ontslag als gedelegeerd bestuurder bij Flanders Investment and Trade.